# Мюре, Морис (учёный)
Мори́с Мюре́ (фр. Maurice Muret; 24 мая 1863, Веве — 11 апреля 1954, Лозанна) — швейцарский гинеколог, акушер и общественный деятель.

## Происхождение и семья
Сын врача Жана-Эдуара Мюре и его жены Софи Ит. Внук политика Жюля Мюре, брат филолога и ономаста Эрнеста Мюре. С 1904 года был женат на Клариссе Обержонуа, дочери агронома Гюстава Обержонуа. Шурин художника Рене Обержонуа.

## Биография
Изучал медицину в Берлинском, Страсбургском и Базельском университетах, окончил докторантуру в 1886 году.  Специализировался на гинекологии и акушерстве; работал в Великобритании, России и Австро-Венгрии. В 1893 году получил должность приват-доцента вновь созданного медицинского факультета Лозаннского университета. С 1903 года — профессор по курсу гинекологии там же. С 1924 по 1926 годы — декан факультета.
Мюре был не только автором многочисленных научных публикаций на тему гинекологии и акушерства, но также и активным пропагандистом и борцом за различные социальные улучшения — он выступал за всеобщее избирательное право для женщин, за помощь матерям-одиночкам, был сторонником Лиги Наций. Также с 1923 по 1927 годы Морис Мюре был председателем Франкоязычной ассоциации гинекологов и акушеров (фр. Association des gynécologues et obstétriciens de langue française) активным членом Водуазской лиги борьбы с венерическими заболеваниями (фр. Ligue vaudoise contre le péril vénérien) и Водуазского общества акушерок (фр. Société vaudoise des sages-femmes).